# Achille Perilli
Pour les articles homonymes, voir Perilli.
Achille Perilli, né le 28 janvier 1927 à Rome et mort le 16 octobre 2021 à Orvieto, est un artiste peintre abstrait italien.

## Biographie
Achille Perilli est  né à Rome le 28 janvier 1927. Il fréquente le lycée classique et s'est inscrit en 1945 à la faculté des lettres, préparant une thèse sur Giorgio De Chirico, mais n'a pas obtenu de diplôme. Après la Seconde Guerre mondiale
l'artiste a fondé avec Carla Accardi, Ugo Attardi, Pietro Consagra,  Antonio Sanfilippo (it) et  Giulio Turcato (it) le groupe Forma 1 . 
Maître de l'abstractionnisme italien, il expose dans des expositions personnelles et collectives, notamment en participant à l'Exposition internationale d'art de Venise (it) en 1952, 1958, 1962 et 1968,. De 1948 à 1986, il participe à cinq éditions de la Quadriennale de Rome. En 1963-1964, il participe à l'exposition Peintures italiennes d'aujourd'hui, organisée au Moyen-Orient et en Afrique du Nord. En 1995, il devient membre de l'Accademia di San Luca et reçoit le prix du Président de la République en 1997.
Achille Perilli est mort à Orvieto le 16 octobre 2021 à l'âge de 94 ans.